# Сообщество Разума
Сообщество Разума — это название книги 1986 года, а также название теории естественного интеллекта, написанных и разработанных Марвином Минским. Книга переведена на русский язык в 2018 году.

## Модель Минского
В своей одноимённой книге Минский шаг за шагом строит модель человеческого интеллекта, созданного из взаимодействующих простых частей, называемых агентами, которые сами являются неразумными. При взаимодействии большого числа таких неразумных агентов создается «сообщество разума», отсюда и название книги.

## Книга
Книга, впервые появившаяся в 1986 году, была первым подробным описанием теории «сообщества разума», которую Минский начал разрабатывать в начале 1970-х годов. Книга состоит из 270 самостоятельных эссе, которые разделены на 30 общих глав. Книга также была выпущена в CD-ROM формате.
Объясняя теорию «сообщество разума», Минский представляет широкий спектр идей и концепций. Он развивает теории, объясняющие такие процессы, как язык, память и обучение, а также он охватывает такие понятия, как сознание, самосознание и свободная воля — из-за этого многие рассматривают «Сообщество Разума» как произведение философии.
В книге нет никаких конкретных доказательств из области искусственного интеллекта или когнитивной науки, а также в книге нет ссылок на физические структуры мозга. Вместо этого в книге представлен сборник идей о том, как разум и мышление работают на концептуальном уровне.

## Теория
Минский начал развивать теорию с Сеймуром Папертом в начале 1970-х годов. Минский сказал, что самым большим источником идей о теории «сообщества разума» была его работа в попытке создать машину, которая собирала бы детские блоки, используя роботизированную руку, видеокамеру и компьютер.

## Природа разума
Основной принцип философии Минского заключается в том, что «разумы — это то, что делают мозги». Теория «сообщества разума» рассматривает человеческий разум и любые другие естественно развитые когнитивные системы как большое сообщество состоящее из индивидуальных простых процессов, известных как агенты. Эти простые агенты являются фундаментальными мыслящими сущностями, из которых создается разум. Взаимодействие этих простых агентов создает множество способностей, которых мы приписываем разуму.

## Похожие модели
Похожие модели (которые также утверждают, что разум сформирован из множества небольших агентов, то есть мозг состоит из множества независимых либо наполовину независимых агентов) также описывали:
- Томас Р. Блейксли (англ.  Thomas R. Blakeslee),[5]
- Майкл С. Газзанига,[6][7]
- Роберт Э. Орнштейн (англ. Robert E. Ornstein),[8][9]
- Эрнест Хильгард (англ. Ernest Hilgard),[10][11]
- Митио Каку,[12]
- Георгий Иванович Гурджиев,[13]
- Нейрокластерная Модель Мозга,[14]
- Джулиан Джейнс,[15]
- Роджер Сперри.[16]